# Thom Tillis
Thomas Roland Tillis (* 30. srpna 1960 Jacksonville) je americký politik za Republikánskou stranu. Od roku 2015 je senátorem Senátu Spojených států amerických za Severní Karolínu. Senátorem se stal v řádných volbách, když porazil obhajující Kay Haganovou z Demokratické strany těsným rozdílem 48,8 % ku 47,3 % hlasů.
Předtím byl v letech 2007 až 2015 poslancem Sněmovny reprezentantů Severní Karolíny, kde byl zároveň v letech 2011 až 2015 jejím předsedou. Ve sněmovně reprezentoval 98. okrsek.
Thom Tillis je ženatý a má s manželkou dvě děti. Předtím se dvakrát oženil a rozvedl se svou středoškolskou láskou.
Obecně zastává velmi konzervativní postoje. Je odpůrcem umělých interrupcí, jeho postoje k současné klimatické změně jej řadí spíš mezi ty, co popírají antropogenní příčiny této změny, patří mezi nejrozhodnější zastánce Druhého dodatku zaručujícího občanské právo držení zbraně, patřil k odpůrcům Obamacare a k odpůrcům právní podpory pro stejnopohlavní svazky.